# ナイト・パッセージ
『ナイト・パッセージ』（Night Passage、直訳は「夜道」）は、アメリカのエレクトリック・ジャズ・バンド、ウェザー・リポートの9枚目のスタジオ・アルバム。1980年に発表された。

## 解説
収録曲のほとんどは、1980年7月にロサンゼルスのコンプレックス・スタジオにて2日間で録音されている。そのうち2曲は、クインシー・ジョーンズなど音楽業界人も含め250人のオーディエンスをスタジオに招き入れ、ライブ形式で録音したものである。「マダガスカル」のみ、同年6月に大阪フェスティバルホールで行ったライブ演奏を収録している。パーカッションのロバート・トーマス・ジュニアは、このアルバムから新メンバーとして参加した。
本作において、これまでのアルバムで聴くことができた（特に1978年の『ミスター・ゴーン』で最も顕著だった）、楽器を何重にも重ねて録音するという手法をやめている。その結果、古典的なジャズの伝統にのっとった単独での即興演奏が前面に出てくることになった。
ジャケット写真はピート・ターナーが撮影した。
なお、「スリー・ヴューズ・オブ・ア・シークレット」はその後、ジャコ・パストリアスのソロ・アルバム『ワード・オブ・マウス』でも再びレコーディングされた。

## 収録曲
| #  | タイトル                                                                 | 作詞 | 作曲                                                         | 時間  |
| -- | ------------------------------------------------------------------------ | ---- | ------------------------------------------------------------ | ----- |
| 1. | 「ナイト・パッセージ - "Night Passage"」                                 |      | ザヴィヌル                                                   | 6:33  |
| 2. | 「ドリーム・クロック - "Dream Clock"」                                   |      | ザヴィヌル                                                   | 6:29  |
| 3. | 「ポート・オブ・エントリー - "Port of Entry"」                           |      | ショーター                                                   | 5:10  |
| 4. | 「フォーローン - "Forlorn"」                                             |      | ザヴィヌル                                                   | 3:53  |
| 5. | 「ロッキン・イン・リズム - "Rockin' in Rhythm"」                         |      | デューク・エリントン、アーヴィング・ミルズ、ハリー・カーネイ | 3:03  |
| 6. | 「ファースト・シティ - "Fast City"」                                     |      | ザヴィヌル                                                   | 6:21  |
| 7. | 「スリー・ヴューズ・オブ・ア・シークレット - "Three Views of A Secret"」 |      | パストリアス                                                 | 5:55  |
| 8. | 「マダガスカル - "Madagascar"」(大阪フェスティバルホールでのライブ)      |      | ザヴィヌル                                                   | 10:57 |

## パーソネル
- ジョー・ザヴィヌル (Joe Zawinul) - キーボード、シンセサイザー
- ウェイン・ショーター (Wayne Shorter) - サクソフォーン
- ジャコ・パストリアス (Jaco Pastorius) - フレットレス・ベース
- ピーター・アースキン (Peter Erskine) - ドラム
- ロバート・トーマス・ジュニア (Robert Thomas Jr.) - パーカッション

## 画像
アルバム発売時期のコンサート・ツアーより
|  |  |